# Sandaucourt
Sandaucourt è un comune francese di 208 abitanti situato nel dipartimento dei Vosgi nella regione del Grand Est.

## Storia

### Simboli
Il comune non ha adottato uno stemma. È presente sul web una versione che ripropone il blasone di Claude Seullaire de Sandaucourt (XV sec.), ma non è stata approvata dalla giunta municipale.

## Società

### Evoluzione demografica
Abitanti censiti